# Gare de Warhem
La gare de Warhem est une ancienne gare ferroviaire française de la ligne de chemin de fer secondaire de Hazebrouck à Hondschoote (sur l'embranchement de Bergues) de la Compagnie des chemins de fer des Flandres (CF), située sur le territoire de la commune de Warhem au lieu-dit du Haeghe Meulen, dans le département du Nord en région Hauts-de-France.

## Histoire
La gare de Warhem est mise en service en 1894 lors de l'ouverture de la section Rexpoëde - Bergues Porte de Cassel de l'embranchement de Rexpoëde à Bergues de la ligne de chemin de fer secondaire à écartement métrique de Hazebrouck à Hondschoote de la Compagnie des chemins de fer des Flandres (CF). Elle est fermée en 1954 lors de la suppression de la ligne.

## Patrimoine ferroviaire
La gare désaffectée a depuis été démolie.